# Rhyacophila bhotia
Rhyacophila bhotia är en nattsländeart som beskrevs av Schmid 1970. Rhyacophila bhotia ingår i släktet Rhyacophila och familjen rovnattsländor. Inga underarter finns listade i Catalogue of Life.